# Túnel de Tromsøysund
El túnel de Tromsøysund Tunnel (en noruego: Tromsøysundtunnelen) es un túnel submarino que pasa por debajo del estrecho de Tromsøysundet, conectando la isla de Tromsøya con la zona continental de Tromsø en Troms, Noruega.
El túnel es parte de la ruta europea E8, (la carretera tiene su límite norte en la isla) y se compone de dos túneles de dos carriles cada uno. El tubo más largo mide 3500 m y el otro 3386 m. Alcanzan una profundidad de 102 m y una pendiente del 8,2%. Ambos están conectados por 15 túneles de servicio.
Fue abierto en 1994 para liberar tráfico del puente de Tromsø, el cual sufrió serios atascos durante años. Se ubica al norte del puente, emergiendo, por el lado de la isla, en las cercanías de la Universidad de Tromsø y del Hospital Universitario de Noruega del Norte. Estos lugares son los que más tráfico provocan. En el otro lado sale en el sector de Tomasjord, que se localiza entre los suburbios de Tromsdalen y Kroken.